# والابی صخره پراسپرین
والابی صخره پراسپرین (نام علمی: Petrogale persephone) گونه‌ای کیسه‌دار عضو سرده صخره‌راسوها از تیره درازپایان است که در منطقه کوچکی در شمال شرقی کوئینزلند در استرالیا زندگی می‌کند. والابی صخره پراسپرین همچون دیگر والابیها شب‌زی و گیاه‌خوار است. به دلیل محدوده کوچک پراکندگی، این جانور در وضعیت در معرض خطر طبقه‌بندی شده است.